# Falcão I
Falcão I era um faraó (rei) do Antigo Egito, que reinou em data incerta em algum momento entre o fim de Nacada IIc e começo de Nacada IIIa (3500–3220/3200 a.C.). Seu nome foi achado numa cerâmica do Túmulo U-j de Abidos de Escorpião I e talvez seu sereque aparece na Paleta Líbia e naquela do Museu Metropolitano de Arte, em Nova Iorque. Em sua reconstrução, Günter Dreyer estipulou que reinou após Escorpião I, que quiçá era seu pai, e antes de Mim. Francesco Raffaele ainda concluiu que o relevo de um vaso de alabastro de Hieracômpolis mostrando um friso de falcões e escorpiões talvez fosse um tributo de Falcão a Escorpião. Seja como for, todos eles são agrupados na historiográfica dinastia 00.